# 奧林鎮區 (北卡羅萊納州艾爾代爾縣)
奧林鎮區（英語：Olin Township）是位於美國北卡羅萊納州艾爾代爾縣的一個鎮區。

## 地方資料
奧林鎮區的面積為77.95平方千米，皆為陸地。根據2020年美國人口普查的數據，當地共有人口1957人，而人口密度為每平方千米25.11人。